# Quincy Hall
Quincy Hall (ur. 31 lipca 1998) – amerykański lekkoatleta, specjalizujący się głównie w biegach sprinterskich (na 400 metrów, oraz 400 metrów przez płotki). Absolwent Raytown South High School, oraz Uniwersytetu Karoliny Południowej. Złoty medalista Mistrzostw Panamerykańskich Juniorów 2017, mistrzostw NCAA 2019, Młodzieżowych Mistrzostw NACAC 2019, oraz Mistrzostw NACAC 2022 (w sztafecie 4x400 m, oraz sztafecie mieszanej na tym samym dystansie). Złoty i brązowy medalista mistrzostw świata 2023. Zdobywca złotego medalu na igrzyskach olimpijskich w Paryżu w biegu na 400 metrów (2024).